# Vincenzo D'Angelo
Pour les articles homonymes, voir D'Angelo.
Vincenzo D'Angelo, né le 22 janvier 1951 à Bacoli et mort le 6 février 2008 à Villejuif en France,, est un poloïste international italien. Il remporte la médaille d'argent lors des Jeux olympiques d'été de 1976 à Montréal avec l'équipe d'Italie et a participé à deux autres éditions des Jeux en 1980 et en 1984.

## Palmarès

### En sélection
- Italie
  - Jeux olympiques :
    - Médaille d'argent : 1976.